# Fien de Leeuw-Mertens
Adolfine Theresia (Fine) de Leeuw-Mertens (Amsterdam, 4 juli 1927 – Baarn, 4 juni 2003) was een Nederlands politicus van de PvdA.
In 1962 kwam ze in de gemeenteraad van Baarn en in maart 1967 werd ze benoemd tot lid van de Eerste Kamer als opvolgster van Nancy Zeelenberg die benoemd was tot lid van de Raad van State. Vanwege gezondheidsproblemen werd haar beëdiging uitgesteld en begin 1968 zag De Leeuw-Mertens vanwege aanhoudende problemen alsnog af van het aanvaarden van die functie. In de jaren 70 is ze nog wel wethouder in Baarn geweest voor ze in oktober 1977 benoemd werd tot burgemeester van Eemnes. Midden 1992 ging ze daar met pensioen en bijna 11 jaar later overleed ze op 75-jarige leeftijd.